# Der kleine Vampir – Neue Abenteuer
Der kleine Vampir – Neue Abenteuer ist eine 13-teilige Kinderserie, die ab dem 5. Dezember 1993 im Ersten lief. Sie basiert auf den beiden Kinderbüchern Der kleine Vampir verreist und Der kleine Vampir auf dem Bauernhof von Angela Sommer-Bodenburg, deren Verfilmungsrechte sich der WDR 1990 sicherte. Bereits 1985 wurde eine Serie unter dem Titel Der kleine Vampir für den NDR verfilmt.
Das Drehbuch stammte von Sabine Thiesler, Regie führte Christian Görlitz. Die Dreharbeiten erfolgten vom 28. April bis 27. November 1992 in Düsseldorf, Wuppertal, Mönchengladbach, Xanten, Köln, Duisburg sowie dem ostbelgische Verviers.

## Handlung
Der zehnjährige Anton Bohnsack hat einen Freund namens Rüdiger von Schlotterstein, dessen kleine Schwester Anna unsterblich in ihn verliebt ist. Doch Antons Eltern können diese beiden Kinder nicht ausstehen und alles, was Anton ihnen über seine Abenteuer mit Anna und Rüdiger erzählt, halten sie für reine Erfindung. Denn diese beiden „sonderbaren und dreckigen“ Kinder sind nichts anderes als Vampire, die in einer Familiengruft des städtischen Friedhofs wohnen. Anna und Rüdiger haben Anton den Umhang ihres Onkels Theodor überlassen, der seit einiger Zeit nicht mehr unter den „Lebenden“ weilt. So kann Anton mit seinen besten Freunden zahlreiche Ausflüge unternehmen.
Doch da ihn seine Freunde ja immer nur nachts besuchen, werden Antons Schulleistungen natürlich immer schlechter. Und so wünscht sich Anton, in den kommenden Sommerferien einmal richtig ausschlafen zu dürfen. Doch zu seinem Entsetzen planen die Eltern, die Ferien auf einem abgelegenen Bauernhof zu verbringen. Anton versucht seinen Freund Rüdiger zu überreden, mit ihm nach Ottenbüttel zu kommen. Aber Rüdiger lehnt es ab, seine Zeit auf einem Bauernhof zu vergeuden. Doch ein Missgeschick mit seinem Cousin Jörg dem Aufbrausenden zwingt Rüdiger, sich eine Zeit lang zu verstecken. Und so kommt es, dass auch dem kleinen Vampir plötzlich die frische Landluft um die Nase weht, nachdem sein Sarg bis nach Ottenbüttel transportiert wurde.
Doch weil sich Rüdiger auf dem Bauernhof unvorsichtig verhält und sich sogar fast vom Bauern und dessen Sohn erwischen lässt, haben Anton, Anna und Rüdiger bald den als Landarzt getarnten Vampirjäger Heinrich Stöbermann auf dem Hals. Dieser holt sich sogar den Erzfeind der Vampire – seinen Freund Johann Geiermeier – aus der Stadt zur Hilfe. Die beiden beginnen nun mit der Vampirjagd. Ein kleines Missgeschick mit Stöbermanns Vampirfalle ist der Grund dafür, dass Geiermeier bereits am nächsten Morgen wutentbrannt wieder in die Stadt zurückfährt und Stöbermann die Freundschaft aufkündigt.
Anton, der inzwischen reiten gelernt hat, gewinnt in Ottenbüttel das alljährliche Reiterturnier und nimmt am letzten Abend an einem Vampirfest teil. Bei diesem tauchen aber dann überraschend Antons Eltern und Dr. Stöbermann auf. Antons Mutter gelingt es unwissentlich, Stöbermann erneut auf eine falsche Fährte zu locken und auch Rüdigers Sarg wird am nächsten Morgen auf dem Autodach der Familie zurück nach Hause gefahren.

## Folgen

### 1 Schreck in der Abendstunde
Anton ist wieder einmal allein zu Hause, da seine Eltern ins Kino gehen wollten. So stimmt er zu, als ihn Rüdiger einlädt, in der Familiengruft der Schlottersteins „Vampir und Vampirjäger“ zu spielen. Doch es kommt alles anders: Antons Eltern kommen vorzeitig aus dem Kino zurück und rufen aus Sorge wegen Antons Verschwinden die Polizei. Gleichzeitig sind Rüdigers Verwandten auf dem Heimweg und der nichts ahnende Friedhofswärter Johann Geiermeier versperrt ihnen den Weg zur Gruft. Über Umwege kommt Anton schließlich nach Hause. Dort muss er seinen Eltern erklären, wo er den Abend über gewesen ist. Da sie ihm aber die Wahrheit nicht glauben, erhält Anton Hausverbot und die Eltern drohen an, nun samstags daheim zu bleiben.

### 2 Anna in Not
Anna spielt in der Nähe der Gruft auf der Friedhofsmauer. Da gelingt es Geiermeier, Anna zu fangen und in seine Wohnung zu verschleppen. Ihre Mutter, Hildegard die Durstige, bekommt das durch Zufall in der Gruft mit und schleicht sich zu Geiermeiers Haus. Entsetzt und hilflos muss sie zusehen, wie der Friedhofswärter ihre Tochter mit Fragen überhäuft, und läuft nun weinend in die Gruft zurück. Da hat Rüdiger eine Idee: Man müsste versuchen, Geiermeier davon zu überzeugen, dass sie ein Mensch ist. Er fliegt nun zu Anton. Währenddessen versucht nun Geiermeier unter verschiedenen Drohungen Anna zu bewegen, zuzugeben, dass sie ein Vampir ist. Diese weigert sich aber standhaft und bringt Geiermeier dazu, Anton, ihren angeblichen Bruder, anrufen zu dürfen. Dieser macht sich auch sofort auf den Weg, sie zu befreien. Aber Anton hat ein Problem: Seine Eltern halten derweil zu Hause mit ihren besten Freunden, Piele (Ute Sommer) und Toto Deichgraf (Bruno Tenera), einen Dia-Abend ab. So muss Rüdiger ihn „vertreten“, indem er sich in Antons Zimmer aufhält und schlafend stellt. Im Haus des Friedhofwärters gelingt es Anton, Geiermeier davon zu überzeugen, dass Anna und er Menschen seien: Er isst vor dessen Augen eine Knoblauchzehe. Obwohl Piele Deichgraf Rüdiger fast enttarnt, gelingt die Aktion der Kinder ohne Entdeckung seitens der Erwachsenen.

### 3 Überraschung in der Nacht
Antons Eltern müssen wieder zu einem Geschäftsessen. Da Anton seit seinem „Ausriss“ unter verschärfter Beobachtung steht, muss ein Babysitter her. Lisa, die dieses sonst macht, ist aber krank. So wird nun die bemutternde und fernsehsüchtige Nachbarin Frau Puvogel (Tana Schanzara) als Ersatz engagiert. Mit der Behauptung, müde zu sein und ins Bett gehen zu wollen, setzt sich Anton gemeinsam mit Rüdiger auf einen Rummelplatz ab. In der Geisterbahn schlägt Rüdiger seinem Cousin Jörg den Aufbrausenden versehentlich mit einem Holzstock auf den Kopf, der sich dort für einen „kleinen Imbiss“ auf die Lauer gelegt hatte. Nun schwört Jörg Rüdiger, ihm „sämtliche Knochen zu brechen“, wenn er ihn erst erwischen würde. Aber auf dem Rummel ist auch Geiermeier, der die Vampire auch sofort erkennt. Und so kommt es, dass Rüdiger sich doch entschließt, mit Anton aufs Land in Urlaub zu fahren.

### 4 Geiermeiers Verdacht
Anna lässt Anton ihr Poesiealbum zurück, damit er ihr als erster Mensch etwas hineinschreibt. Unglücklicherweise fällt es Geiermeier in die Hände, als sie es beim Abholen verliert. Anna und Rüdiger lenken nun den Verdacht auf Antons Eltern. Geiermeier stellt Antons Elternhaus unter Beobachtung und dringt am nächsten Tag in die Wohnung ein, um die Eltern im Schlafzimmer zu pfählen. Anton kann seine Eltern gerade noch retten, indem er die Vorhänge aufzieht. Geiermeier muss sich erneut geschlagen geben und überlässt Anton widerstrebend das Poesiealbum. So kann Anton Anna am Abend das Buch wieder zurückgeben. Nebenbei machen sich Antons nächtliche Ausflüge durch Übermüdung im Schulischen bemerkbar, so dass sich seine Lehrerin Frau Schlauberger (Hildegard Krekel) gezwungen sieht, mit Antons Eltern ein ernstes Wort zu sprechen.

### 5 Der Sarg muss mit
Wie verreisen Vampire? Das überlegen sich Anton und seine besten Freunde, Anna und Rüdiger von Schlotterstein. Man kommt auf die Idee, Rüdigers Sarg in Geschenkpapier zu verpacken und Rüdiger als Mensch zu verkleiden. Auf dem Weg zum Bahnhof begegnen Anton und die Schlottersteins auch dem Friedhofsgärtner und Vampirjäger Geiermeier. Er erkennt zwar in Anna und Anton seine „kleinen Vampire“, sieht aber Anna dank Anton inzwischen als „Mensch“ an. Den kleinen Vampir Rüdiger erkennt er in dessen Verkleidung als Tiroler nicht als Vampir. Nachdem Rüdiger ihm noch erklärt hat, dass in dem großen Paket „7000 Knoblauchzöpfe“ seien, trägt Geiermeier sogar den Sarg bis zum Bahnhof. Erst als der Zug abfährt, gibt sich Rüdiger offen als Vampir zu erkennen. Nun erkennt auch Geiermeier, dass sein ursprünglicher Verdacht, Anna könne ein Vampir sein, sich bewahrheitet. Er verfolgt nun die flüchtende Anna quer durch den Bahnhof. Aber diese kann ihm gerade noch einmal entkommen. Währenddessen zieht Jörg der Aufbrausende in die Gruft ein und Anna pflegt nun ihre erkrankte Mutter, Hildegard die Durstige (Angelika Hartung).

### 6 Nächtliche Bahnfahrt
Anton und Rüdiger sind nun auf dem Weg nach Ottenbüttel und spielen auf der Bahnfahrt Mensch-ärgere-dich-nicht. Als plötzlich eine ältere Dame, Frau Giftich (Gefion Helmke), ins Abteil kommt, kommen die ersten Probleme auf Anton zu; denn Rüdiger hatte ja immer noch nichts gegessen und langweilt sich schrecklich. Als Rüdiger schließlich noch am Abteilfenster vorbeigeflogen kommt, zieht Frau Giftich die Notbremse. Man kann mit Mühe den Schaffner (Balduin Baas) davon überzeugen, dass alles nur ein Versehen gewesen sei. Aber ein wenig später gibt sich Rüdiger Frau Giftich offen als Vampir zu erkennen und diese fällt in Ohnmacht. Anton und Rüdiger müssen nun den Zug verlassen und den Rest der Strecke zu Fuß gehen.

### 7 Angst um Rüdiger
Die Ferien auf dem Bauernhof beginnen. Gleich nach der Ankunft beginnt Anton Rüdigers Sarg zu suchen. Dabei quetscht er die Bauernkinder Hermann (Jan-André Zinnschlag) und Johanna Hering (Svenja Hohmann) aus, die ihn natürlich sofort als Spinner abtun. Derweil kommt in der Stadt Rüdigers Tante Dorothee (Angelika Milster) in die Gruft und sorgt dort mit der Bemerkung, dass es auf dem Land nur so von Vampirjäger wimmelt für Unruhe. Die Bäuerin, Frau Hering (Ingeburg Kanstein), macht währenddessen im Hühnerstall eine unglaubliche Entdeckung und Rüdiger verliert auf dem Bauernhof seinen Umhang. Frau Hering informiert den Landarzt Heinrich Stöbermann über ihre Entdeckung und dieser vermutet sofort Vampire als Ursache.

### 8 Glück im Unglück
Anton ist krank und seine Mutter ruft den Landarzt Dr. Stöbermann (Dominique Horwitz). Anton erkennt mit Erschrecken, das Stöbermann auch gleichzeitig Vampirjäger ist. Bauer Hering fertigt zwischenzeitlich aus Rüdigers Umhang eine Vogelscheuche an und stellt diese im Feld auf. Anna entdeckt diese auf ihrem Weg nach Ottenbüttel und glaubt nun, dass ihr Bruder nicht mehr am Leben sei. Da Stöbermann jeden Abend mit seinem Dalmatiner Brutus einen Rundgang macht, um Vampire aufzuspüren, findet er die weinende Anna am Wegesrand. Anna kann Stöbermann überzeugen, dass sie sich nur verlaufen habe und auf der Suche nach ihrem Freund Anton sei. Stöbermann nimmt Anna mit auf dem Hering-Hof und Anton kann sie gerade noch rechtzeitig vor Stöbermann warnen. Aber nur wenig später treffen Anna, Anton und Stöbermann auf Rüdiger, der vor Brutus auf einem Baum geflüchtet ist.

### 9 Vom Teufel geritten
Rüdiger findet nun doch langsam Gefallen am Landleben, als er und Anton Pferde auf einer Weide finden. Kurz darauf stößt auch Anna zu ihnen. Anton und die Vampirkinder reiten nun Nacht für Nacht. Der Bauer (Ulrich Faulhaber) ruft nun Dr. Stöbermann, weil der sich die erschöpften Pferde nicht erklären kann. Doch dieser hat nun schon seit längerem einen bestimmten Verdacht, und als er Anna auf der Weide fliegen sieht, ruft er seinen Freund und Kollegen Geiermeier an. Beide Vampirjäger legen sich auf die Lauer. Als aber Geiermeier versehentlich in die Vampirfalle Stöbermanns gerät, reist dieser am nächsten Tag verärgert wieder ab und kündigt Stöbermann auch die Freundschaft auf. Währenddessen gewinnt Anton in Ottenbüttel das jährliche Reitturnier.

### 10 Der unheimliche Organist
Anna hat Geburtstag und lädt Anton in der alten Kirche zu ihrer Feier ein. Da werden beide aber von Stöbermann überrascht; Anna kann sich noch verstecken, aber Anton wird von diesem erwischt. Anton erzählt nun, dass er sich vor einem „schwarzen Vampir“ versteckt hätte und sich nun nicht mehr nach Hause traue. Stöbermann bringt ihn nun zum Bauernhof und will alles über den Vampir wissen. Ein paar Tage später begegnet Anton plötzlich doch ein Vampir, den er noch nie gesehen hat und der genau der Beschreibung entspricht, die er Stöbermann gegeben hat. In der alten Mühle taucht dann noch Tante Dorothee auf und so wird es langsam eng für Anton, der sich gerade noch rechtzeitig verstecken konnte. Der geheimnisvolle Vampir entpuppt sich in der alten Kirche als Ludwig der Fürchterliche (Dietrich Mattausch), Annas und Rüdigers Vater: In der alten Kirche spielt er für Anna ein Orgelstück, als plötzlich Stöbermann auftaucht. Stöbermann überredet Anton nun, ihm als Vampirjägergehilfe zur Seite zu stehen. Auf dem Bauernhof angelangt, geht Anton ins Bett. Stöbermann wird von den Herings eingeladen, mit ihnen und den Bohnensacks noch ein Glas Wein zu trinken. Da sieht Antons Mutter am Himmel riesige Fledermäuse, die er mit Entsetzen aber als Vampire erkennt. Von dieser Erkenntnis überwältigt, fällt Stöbermann in Ohnmacht.

### 11 Die Gruselshow
Die Peanuts, Amerikaner auf Deutschlandreise, entdecken die alte Mühle, den Unterschlupf der Vampirkinder, und wollen diese kaufen. Anton will nun die Vampire warnen, zumal Stöbermann begonnen hat, Vampirfallen in Sargform aufzustellen. Zwischenzeitlich ist auch der jähzornige Bruder der beiden Vampirkinder, Lumpi der Starke (Andreas Nickl), in der alten Mühle eingezogen. Er hat nun die Idee eine Gruselshow aufzuziehen, um die Amerikaner zu vertreiben. Doch geht der Schuss nach hinten los: Mr. und Mrs. Peanut (Klaus Dahlen und Barbara Valentin) sind sehr zufrieden über diese Gruselshow und beschließen, auch diese zu kaufen und mit nach Amerika zu nehmen. Die unfreiwillige Rettung der Vampire bringt die Vampirfalle Stöbermanns: Als Mr. Peanut sich in einen Stöbermann-Sarg legt, kommt er nicht mehr hinaus. Verärgert reisen die Peanuts ab und wollen nun auch die Mühle nicht mehr kaufen, da es dort ja nur von Vampiren wimmeln würde.

### 12 Der blutrote Rubin
Dr. Stöbermann hat einen konkreten Verdacht: Vampire verstecken sich in der alten Mühle! Trotz Antons Bemühungen, ihn davon abzuhalten, findet Stöbermann Rüdigers Sarg, aber als er diesen öffnet, ist der Sarg leer. Denn die Vampirkinder sind wieder in der Familiengruft, um das internationale Vampirfest auszurichten. Dieses findet alle 130 Jahre statt und in dessen Mittelpunkt steht ein roter Rubin, das Wahrzeichen der Vampire. Doch dieser ist verschwunden und nun steht die Ächtung der Schlottersteins bevor. Da fällt den Vampirgroßeltern, Sabine der Schrecklichen (Maria Alten) und Wilhelm dem Wüsten (Heiner Erle), ein, dass der Rubin vor 100 Jahren dem gefährlichen Vampirjäger Kuno Bösermann in die Hände gefallen ist, als dieser eine entfernte Verwandte, Viktoria die Unglückliche, pfählte. Mit Antons Hilfe finden Anna und Rüdiger heraus, dass der Vampirjäger Kuno Bösermann eigentlich Kuno Stöbermann hieß und der Großvater des Landarztes war. Durch alte Aufzeichnungen können die drei den Roten Rubin ausfindig machen.

### 13 Das Vampirfest
Das Vampirfest soll in einer alten Fabrikruine nahe der Mühle stattfinden. Anton nimmt verkleidet daran teil und wird der Vampirgesellschaft als „Uwe der Unerschrockene“ vorgestellt. Plötzlich tauchen seine Eltern, ebenso als Vampire verkleidet, auf, in der festen Überzeugung, auf einem Kostümfest zu sein. Antons Freunde versuchen nun, die Eltern als „Vampirsippe derer von Skorpio“ unbeschadet durch das Fest zu schleusen. Beim Festhöhepunkt, der Ziehung des Roten Rubins, gewinnt Anton die hohe Ehre, in 130 Jahren das nächste internationale Vampirfest mit seiner Familie auszurichten. Anton gibt den gewonnenen Rubin zu einer zweiten Ziehung frei, da seine Sippe und er noch nicht so lange Vampire seien und auch keine ordentliche Gruft hätten. Wenig später wird Antons Mutter im Werkshof von Dr. Stöbermann gestellt, der das Fest beobachtet hat. Er will sie pfählen, muss aber seinen Irrtum eingestehen, als Helga Bohnsack die falschen Vampirzähne herausnimmt. Völlig verwirrt ergreift Stöbermann die Flucht. Am nächsten Tag fahren die Bohnsacks wieder nach Hause und nehmen eine vermeintliche Requisite der „Filmcrew“ mit: Rüdigers Sarg.

## Erwähnenswertes
- Der WDR erwarb die Filmrechte über die Bücher Der kleine Vampir verreist und Der kleine Vampir auf dem Bauernhof und die neue Serie sollte nun eine rein deutschsprachige und keine große internationale Produktion werden, in die englischsprachige Länder nur dann einsteigen, wenn in ihrer Sprache gedreht wird.
- Die Kinderserie Der kleine Vampir – Neue Abenteuer gilt mit ihren Produktionskosten von über 10 Millionen DM als die bis dato teuerste Kinderproduktion. Die Kinderredaktion des WDR und des Südwestfunks brachten jeweils etwas über 2 Millionen DM ein, andere ARD-Anstalten wie der MDR, ORB, NDR und SFB nochmals etwas über 500.000 DM.
- Dazu stieg der ORF als Co-Produzent ein, und auch die Filmgesellschaft Polyphon, die bereits 1985 die erste Fernsehserie mit dem kleinen Vampir koproduziert hatte, erbrachte einen großen Eigenanteil. Doch erst die Mittel der Filmstiftung NRW konnten die Verwirklichung dieses Projektes ermöglichen.
- Während der 149 Drehtage wurden die Kinderdarsteller von der Schulpflicht befreit und von einer eigens eingestellten Lehrerin unterrichtet.
- Auch wurde wegen der Kinderdarsteller untersagt, nachts zu drehen. So wurden auch die „Vampirszenen“ am Tag gedreht. Man verwendete das sogenannte Day-for-Night-Verfahren, das die Sonnenstrahlen so herausfilterte, dass eine nachtähnliche Stimmung entstand.
- Die „heimatliche Gruft derer von Schlotterstein“ fand sich schließlich im ostbelgischen Verviers, ein Friedhof, der eine graue Steinwüste mit einem einzigen Baum in der Mitte war.
- Die alte Mühle beim Teich des Xantener Bauernhofes existiert nicht: Die rund acht Meter hohe Mühle wurde eigens vom Bühnenbildner Bernd Graebler, einem gelernten Architekten, in einem am Bauernhof angrenzenden Naturschutzgebiet konstruiert und in ihr konnten dann Innenaufnahmen gemacht werden, wenn das Wetter für Außenaufnahmen auf dem Hof zu schlecht war. Nach den Dreharbeiten wurde sie wieder komplett abgebaut.
- Klaus Dahlen fährt in der Folge Die Gruselshow als Mr. Peanut mit seinem VW Käfer in den Mühlenteich; Dahlen besaß nie einen Führerschein.
- Der Rote Rubin wurde ebenfalls von Bernd Graebler für die Serie entworfen. Dabei ließ er sich von zugeschickten Modellzeichnungen vom Schmuck der britischen Königin beeinflussen.
- Matthias Ruschke sollte laut Drehbuch in den ganzen Folgen nicht gebissen werden. Und so musste er auch dem Hund von Stöbermann in der Folge Der blutrote Rubin eine Fleischwurst hinhalten: Der Dalmatiner Brutus nahm es mit dem zugesicherten „Beißverbot“ nicht so genau und biss dem Kinderdarsteller in den rechten Zeigefinger. Die Dreharbeiten wurden unterbrochen, Matthias Ruschke musste ins Xantener Krankenhaus und die Drehbücher wurden derweil umgeschrieben. Nun hatte Dr. Stöbermann mit Hektor einen zweiten Hund, der das Haus bewachen musste. Matthias Ruschke warf diesem beim wieder aufgenommenen Dreh die Wurst aber lieber zu.
- Das große internationale Vampirfest fand im stillgelegten Hüttenwerk der Firma Thyssen im Duisburger Stadtteil Meiderich statt.
- 1994 erhielten Christian Görlitz und Achim Hagemann für die Serie den Adolf-Grimme-Preis.[1]
- Während Angela Sommer-Bodenburg, Autorin der originalen Buchreihe und Serienvorlage Der kleine Vampir, sich über die Serienadaption von 1985 und den Kinofilm von 2000 überwiegend positiv äußerte, bewertete sie die Serie Der kleine Vampir – Neue Abenteuer eher kritisch. Sie empfinde die Serie als „arg bieder“, die Freundschaft zwischen Anton und Rüdiger nicht nachvollziehbar inszeniert und einen Teil des Casts als unpassend. Teile der Serie gefallen ihr jedoch gut, darunter auch einige Schauspieler.[2]

## DVD-Veröffentlichung
Am 4. Oktober 2004 erschien die gesamte Serie auf insgesamt vier Einzel-DVDs über die Vertriebsfirma WVG Medien GmbH. Hierbei enthält die erste DVD die Folgen 1–4, die weiteren DVDs jeweils drei Folgen. Am 29. September 2006 folgte die Veröffentlichung aller Folgen in einer Komplettausgabe mit 4 DVDs.
Die ARD veröffentlichte am 25. März 2009 eine DVD-Box unter dem Titel Der kleine Vampir – Alle Abenteuer mit 8 DVDs, die sowohl die komplette Serie Der kleine Vampir von 1985 als auch die komplette Serie Der kleine Vampir – Neue Abenteuer von 1993 enthält.